# Eplény
Eplény è un comune dell'Ungheria di 489 abitanti (dati 2001). È situato nella contea di Veszprém.